# Wahlkreis Belfast South (Northern Ireland Assembly)
Der Wahlkreis Belfast South ist ein Mehrmandatswahlkreis (englisch multi-member constituency) für die Wahl der Nordirland-Versammlung (Northern Ireland Assembly).

## Ergebnisse

### Parlamentswahl 2022
| Parteien              | Parteien                           | Kandidaten       | Stimmen | %    | Mandate |
| --------------------- | ---------------------------------- | ---------------- | ------- | ---- | ------- |
|                       | Alliance Party of Northern Ireland | Paula Bradshaw   | 6.503   | 13,9 | 1       |
| Kate Nicholl          | Alliance Party of Northern Ireland | 5.201            | 11,1    | 1    |         |
| ↳ Gesamt              | Alliance Party of Northern Ireland | 11.704           | 24,9    | 2    |         |
|                       | Sinn Féin                          | Deirdre Hargey   | 9.511   | 20,3 | 1       |
|                       | Social Democratic and Labour Party | Matthew O’Toole  | 5.394   | 11,5 | 1       |
| Elsie Trainor         | Social Democratic and Labour Party | 2.030            | 4,3     | –    |         |
| ↳ Gesamt              | Social Democratic and Labour Party | 7.424            | 15,8    | 1    |         |
|                       | Democratic Unionist Party          | Edwin Poots      | 7.211   | 15,4 | 1       |
|                       | Green Party in Northern Ireland    | Clare Bailey     | 4.058   | 8,6  | –       |
|                       | Ulster Unionist Party              | Stephen McCarthy | 3.061   | 6,5  | –       |
|                       | Traditional Unionist Voice         | Andrew Girvin    | 1.935   | 4,1  | –       |
|                       | Aontú                              | Luke McCann      | 806     | 1,7  | –       |
|                       | People Before Profit               | Sipho Sibanda    | 629     | 1,3  | –       |
|                       | Socialist Party                    | Neil Moore       | 353     | 0,8  | –       |
|                       | Workers’ Party of Ireland          | Paddy Lynn       | 139     | 0,3  | –       |
|                       | Unabhängige                        | Elly Odhiambo    | 107     | 0,2  | –       |
| Gesamt                | Gesamt                             | Gesamt           | 46.938  | 100  | 5       |
| Wahlberechtigte       | Wahlberechtigte                    | Wahlberechtigte  | 73.497  |      |         |
|                       |                                    |                  |         |      |         |
| Quelle: UK Parliament |                                    |                  |         |      |         |